# Arnaldo Madeira
Arnaldo de Abreu Madeira GCM • ComMM (Santos, 10 de março de 1940), é um professor, administrador, sociólogo e político brasileiro filiado ao Partido da Social Democracia Brasileira (PSDB). Por São Paulo, foi deputado federal por quatro mandatos e secretário da Casa Civil durante o governo Alckmin. Pela capital homônima, foi secretário da Habitação durante o mandato de Mário Covas e vereador por dois mandatos.
Filho de Bernardo de Abreu Madeira e de Maria de Abreu Madeira.

## Biografia
Formado em Sociologia pela Escola de Sociologia e Política de São Paulo e com pós-graduação em "Sociologia do desenvolvimento" pela USP, em 1965, e pós-graduação em Administração de Empresas pela Escola de Administração de Empresas de São Paulo (FGV), em 1968.
Filiou-se ao MDB (mais tarde, PMDB), em 1976, e fundou o PSDB em 1988, ao qual permanece filiado.
Foi consultor e assessor na área de Marketing e Estudos Econômicos entre 1968 e 1982, professor universitário da FAAP em São Paulo a partir de 1969, secretário municipal da Habitação e Desenvolvimento Urbano da cidade de São Paulo de 1983 a 1985, na administração do prefeito Mário Covas e secretário estadual da Casa Civil do estado de São Paulo de, 2003 a 2006, no mandato do governador Geraldo Alckmin.
Foi vereador na cidade de São Paulo entre 1983 e 1988, de 1989 a 1992 e de 1993 a 1995, e foi eleito deputado federal em 1994, 1998, 2002 e 2006.
Em 1998, como deputado, Madeira foi admitido pelo presidente Fernando Henrique Cardoso à Ordem do Mérito Militar no grau de Comendador especial. Em 2000, foi admitido no grau de Grã-Cruz à Ordem do Mérito de Portugal.